# Сьєро
Сьєро (ісп. Siero) — муніципалітет в Іспанії, у складі автономної спільноти Астурія. Населення — 51 181 осіб (2009).
Муніципалітет розташований на відстані близько 370 км на північний захід від Мадрида, 15 км на схід від Ов'єдо.
Муніципалітет складається з таких паррокій: Анес, Араміль, Аргуельєс, Барреда, Бобес, Карбайїн, Сельєс, Кольядо, Фелечес, Гранда, Евія, Ла-Каррера, Ла-Кольяда, Ла-Паранса, Льєрес, Ліманес, Лугонес, Марсенадо, Муньйо, Пола-де-Сьєро, Сан-Хуан-Аренас, Санта-Еулалія-де-Віхіль, Санта-Маріна-де-Куклільйос, Сантьяго-Аренас, Тіньяна, Траспандо, Вальдесото, Вега-де-Поха, В'єлья.

## Демографія
Динаміка населення (INE ):

## Галерея зображень

Розташування муніципалітету